# Pannecières
Pannecières is een gemeente in het Franse departement Loiret (regio Centre-Val de Loire) en telt 118 inwoners (2009). De plaats maakt deel uit van het arrondissement Pithiviers.

## Geografie
De oppervlakte van Pannecières bedraagt 6,9 km², de bevolkingsdichtheid is dus 17,1 inwoners per km².
De onderstaande kaart toont de ligging van Pannecières met de belangrijkste infrastructuur en aangrenzende gemeenten.

## Demografie
Onderstaande figuur toont het verloop van het inwonertal (bron: INSEE-tellingen).